# Gulin (köpinghuvudort i Kina, Zhejiang Sheng, lat 29,83, long 121,43)
Gulin (kinesiska: 古林, 古林镇) är en köpinghuvudort i Kina. Den ligger i provinsen Zhejiang, i den östra delen av landet, omkring 130 kilometer öster om provinshuvudstaden Hangzhou. Antalet invånare är 108 601. Befolkningen består av 53 622 kvinnor och 54 979 män. Barn under 15 år utgör 12,0 %, vuxna 15-64 år 82 %, och äldre över 65 år 5,0 %.
Runt Gulin är det tätbefolkat, med 427 invånare per kvadratkilometer. Närmaste större samhälle är Ningbo, 12,5 km öster om Gulin. Trakten runt Gulin består till största delen av jordbruksmark.
Genomsnittlig årsnederbörd är 1 996 millimeter. Den regnigaste månaden är juni, med i genomsnitt 338 mm nederbörd, och den torraste är januari, med 70 mm nederbörd.